# آن در گرین گیبلز (مجموعه تلویزیونی ۱۹۷۲)
آن در گرین گیبلز (انگلیسی: Anne of Green Gables) یک مینی سریال ساخته شده برای تلویزیون بر اساس رمان آن در گرین گیبلز است که در سال ۱۹۷۲ منتشر شد.